# František Chiesa
František Chiesa italsky Francesco Chiesa, známý také jako Canonico Chiesa (2. dubna 1874 Montà - 14. června 1946 Alba) byl italský presbyter, duchovní otec blahoslaveného Jakuba Alberiona. Pocházel ze zemědělské rodiny. Kněžské svěcení přijal ve věku 22 let.
Zemřel v pověsti svatosti, je považován za kmotra Paulínské rodiny. Dne 8. února 1988 vydal papež sv. Jan Pavel II. dekret o jeho heroických ctnostech. Probíhá proces blahořečení.